# Dornogovi
L'aïmag de Dornogovi (mongol : Дорноговь аймаг, « Gobi oriental ») est une des 21 provinces de Mongolie. Elle est située au sud-est du pays. Sa capitale est Sainshand.

## Subdivisions administratives

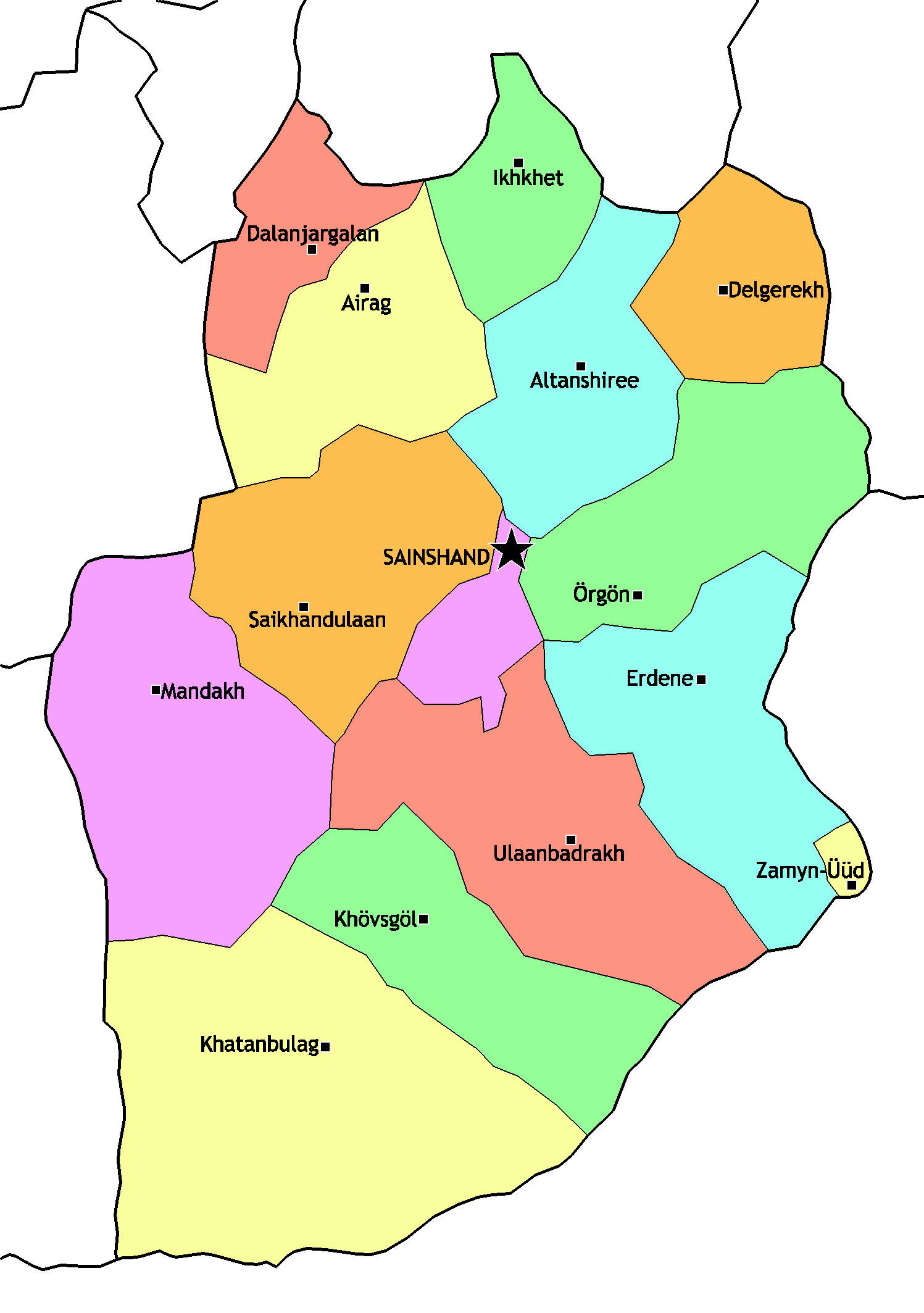
Carte administrative.

- Altanshiree
- Ayrag
- Dalanjargalan
- Delgereh
- Erdene
- Hatanbulag
- Hövsgöl
- Ihhöt
- Mandah
- Örgön
- Sayhandulaan
- Sainshand
- Ulaanbadrah
- Zamyn-Üüd